# Szarmata művészet

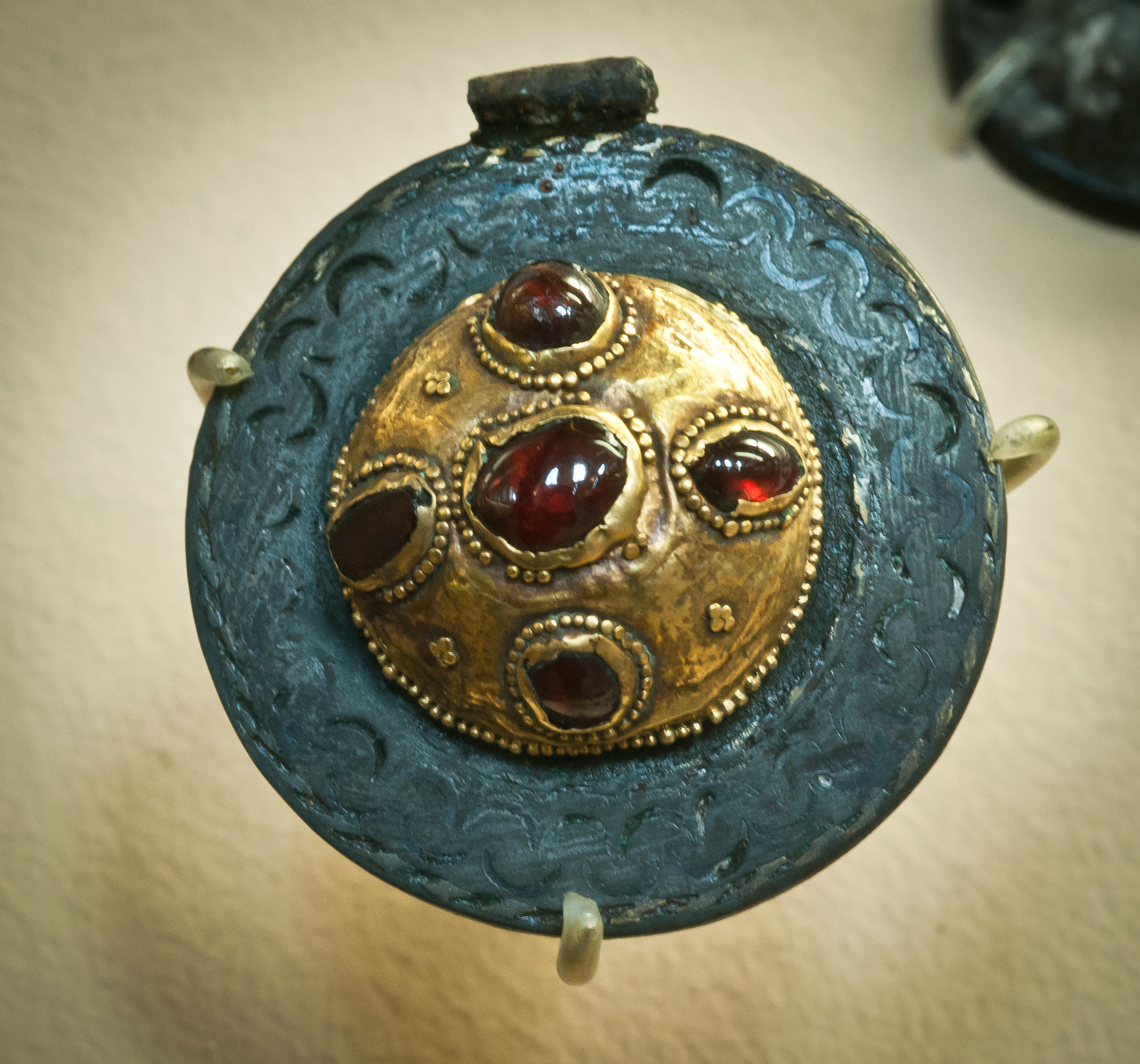
Görög-szarmata övcsat (Musée d'Archéologie Nationale, Yvelines)

A szarmaták a szkíták közeli nyelvrokonai, utódai voltak, művészetük, kultúrájuk mégis különbözött tőlük. A Kr. e. 4. század folyamán hatalmukba kerítették a mai Oroszország déli részét, egy részük az Alföldön is letelepedett.
Művészetük a szkíta művészetből indult ki, de számos baktriai és hellenisztikus elemmel gazdagodott. Főként nemesfém eszközeik és díszeik ismertek az előkerült sírokból. A szkítáknál az állatstílus dominált, a szarmatáknál viszont az állatábrázolás háttérbe szorul, helyét növényi és geometrikus ornamentika veszi át. A nemesfémből készült tárgyak stílusa az ún. polikróm stílus, melyre a rekeszekbe foglalt drágakövek jellemzőek. Emlékei közül a Kubán-vidéki leletek és a Szibériából előkerült aranylemezek jelentősek.